# Tatiana Vassilievitch
Tatiana Vassilievitch est une joueuse d'échecs ukrainienne née le 14 janvier 1977. Maître international depuis 2002, elle a remporté le championnat d'Ukraine féminin à trois reprises (en 2002, 2007 et 2010). 
Au 1er août 2017, elle est la sixième joueuse ukrainienne et la 80e joueuse mondiale avec un classement Elo de 2 380 points.

## Championnats du monde féminins
Tatiana Vassilievitch fut médaille d'argent au championne du monde des moins de seize ans en 1992 et médaille de bronze au championnat du monde d'échecs junior féminin en 1997. Elle participa au championnat du monde d'échecs féminin en 2000 (éliminée au troisième tour (huitième de finale) par Ekaterina Kovalevskaïa) et en 2004 (battue par Antoaneta Stefanova au deuxième tour).

## Compétitions par équipe
Avec l'équipe d'Ukraine, elle a participé aux olympiades féminines de 1998, 2000 et 2002.
Elle a également participé au championnat du monde d'échecs par équipe de 2007, remportant la médaille de bronze par équipe et la médaille de bronze individuelle au quatrième échiquier et en 2011 (médaille de bronze individuelle).
Elle a également participé au championnat d'Europe par équipe en 2003, 2005 et 2007.